# Associação Académica do Porto Novo
L'Associação Académica do Porto Novo és un club capverdià de futbol de la ciutat de Porto Novo a l'illa de Santo Antão.

## Palmarès
- Lliga de Santo Antão de futbol:[4]

1996/97
- Supercopa de Santo Antão de futbol:

2015, 2016
- Lliga de Santo Antão Sud de futbol:[4]

1997/98, 1999/2000, 2002/03, 2004/05, 2010/11, 2011/12, 2012/13, 2013/14, 2014/15, 2015/16, 2016/17, 2017/18
- Copa de Santo Antão Sud de futbol:

1997/98, 1998/99, 1999/00, 2006/07, 2011/12, 2012/13, 2013/14, 2014/15, 2015/16, 2016/17
- Supercopa de Santo Antão Sud de futbol:

2006/07, 2011/12, 2013/14, 2014/15, 2015/16, 2016/17
- Torneig d'Obertura de Santo Antão Sud de futbol:

1999/2000, 2000/01, 2003/04, 2006/07, 2010/11, 2011/12, 2012/13, 2014/15, 2017